# Huracán Elida (2002)
El huracán Elida fue el primer huracán de la temporada de huracanes en el Pacífico de 2002 en alcanzar la intensidad de categoría 5 por la escala de huracanes de Saffir-Simpson. Se formó el 23 de julio a partir de una onda tropical, la tormenta se intensificó rápidamente de una depresión tropical a una categoría 5 en dos días y duró solo seis horas a esa intensidad antes de debilitarse. Fue la quinta tormenta nombrada, la tercera huracán y la segunda huracán mayor de la temporada. Fue uno de los dieciséis huracanes conocidos en el este del Pacífico al este de la línea internacional de cambio de fecha que han alcanzado tal intensidad. Aunque las fuertes olas pudieron llegar a la costa mexicana, no se informaron daños o víctimas en relación con el huracán. El huracán se movió hacia el oeste debido a una cresta de alta presión durante dos ciclos de reemplazo del ojo: el primero estaba alrededor de la intensidad máxima y se completó cuando el huracán se movió sobre aguas más frías, y el segundo fue un ciclo breve poco después de que el huracán comenzó a debilitarse.
El último aviso se emitió mientras el huracán estaba al oeste de México, pero no fue hasta que los remanente quedaron al oeste de Los Ángeles, California, que finalmente se disiparon. La rápida intensificación de Elida y el debilitamiento inestable después de alcanzar su pico de intensidad causaron grandes errores en la predicción de intensidad del huracán. A pesar de que los pronósticos de intensidad estaban apagados, las previsiones de seguimiento fueron mejores de lo habitual en comparación con el período de diez años anterior a ese año.

## Historia meteorológica
Elida se formó a partir de una onda tropical que salió de la costa de África el 13 de julio. La onda avanzó sin incidentes a través del Océano Atlántico y el Mar Caribe, emergiendo sobre el Océano Pacífico el 21 de julio. La onda comenzó a organizarse al día siguiente, convirtiéndose en depresión tropical con la designación del NHC es Seis-E el 23 de julio, mientras se ubicaba a unos 350 millas (560 km) al sur-sureste de Puerto Escondido, México. Se pronosticaba que la depresión se movería hacia el oeste debido a la presencia de una cresta de alta presión que también estaba controlando el movimiento del huracán Douglas. Debido a la baja cizalladura y las aguas cálidas del océano, se pronosticó que la depresión alcanzaría la intensidad del huracán en 48 horas. La depresión comenzó a intensificarse rápidamente mientras se movía hacia el oeste, y solo seis horas después de ser reconocido como una depresión, el sistema se actualizó a la tormenta tropical que fue nombrada Elida, al tiempo que mostraba características de anillado y un revestimiento central denso. El pronóstico fue revisado, ahora prediciendo que la tormenta alcanzará la fuerza de un huracán al día siguiente.
La tormenta continuó intensificándose rápidamente y gradualmente desarrolló una función de ojo de anillado y las imágenes de satélite infrarrojas mostraron una posible pared ocular en el denso cielo central. Después de seis horas más, se formó un ojo pequeño y Elida pasó a ser un huracán de categoría 2 de categoría superior en la escala de huracanes de Saffir-Simpson con vientos de 180 km/h el 24 de julio, solo dieciocho horas después de haber sido iniciado como una depresión tropical de 35 mph (55 km/h). Elida continuó fortaleciéndose rápidamente, rompiendo las estimaciones de Dvorak y llegando a 135 mph (217 km/h) seis horas después, convirtiéndolo en un huracán de categoría 4 y dando como resultado un pronóstico raro de que el huracán alcance la categoría 5. El huracán, moviéndose a 16 mph (26 km/h), procedió a hacer un giro hacia el oeste-noroeste mientras mostraba un ojo con un diámetro estimado de 11 millas (18 km). El 25 de julio, Elida alcanzó los vientos más altos de una categoría 4 a 155 mph (250 km/h), aunque se indicó la posibilidad de que Elida fuera brevemente categoría 5 justo antes de la emisión del aviso. Aunque una discusión posterior mencionó que Elida tenía una potencial muy fuerte de categoría 5, no fue hasta el Informe del ciclón tropical que finalmente se analizó que Elida tenía fuerza de categoría 5 durante solo seis horas. En este momento, se observó que Elida había formado paredes concéntricas en el ojo, pero no fue hasta que el huracán se movió sobre aguas más frías que se completó el ciclo de reemplazo de la pared del ojo.

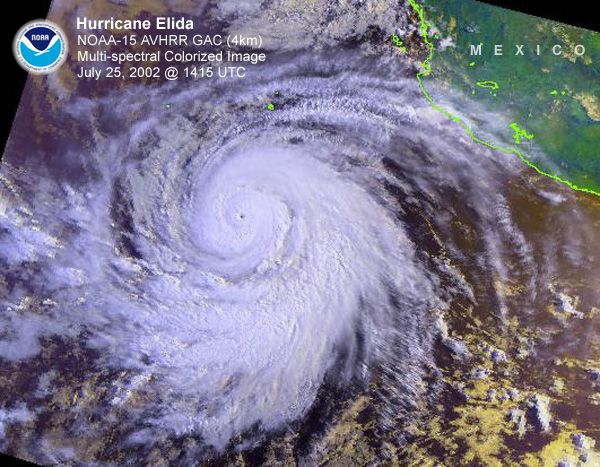
El huracán Elida poco después de la intensidad máxima el 25 de julio

Después, el huracán comenzó a debilitarse de manera irregular. Después de que se disolvió la pared interna del ojo, la intensidad del huracán disminuyó a un huracán categoría 3 de bajo nivel con vientos de 120 mph (190 km/h). Para entonces, Elida había llegado al borde de la cresta que impedía que el ciclón girara hacia el noroeste, y comenzaba una vuelta hacia el noroeste. El huracán pasó a someterse a otro ciclo de reemplazo de la pared del ojo, disminuyendo su intensidad a la categoría 2. A última hora del 26 de julio, el ojo desapareció del satélite. La tendencia al debilitamiento continuó, y Elida se debilitó a una tormenta tropical el 27 de julio. En este momento, una debilidad en la cresta subtropical permitió que la tormenta girara hacia el norte. Temprano el 28 de julio, Elida comenzó a desarrollarse, recuperando la convección moderada y posiblemente reintensificando, pero eventualmente, la tormenta se debilitó nuevamente en una depresión el 29 de julio, y el último aviso fue emitido mientras un área de convección estaba al norte del centro con mares de 12 pies (3.7 m) en el área. El centro estaba a 805 millas (1.296 km) de Punta Eugenia, México, cuando se emitió el último aviso. El remanente bajo de Elida se movió al noreste y finalmente se disipó a 535 millas (861 km) al oeste de Los Ángeles, California.

## Preparaciones e impacto
Aunque los vientos y las lluvias asociadas con la tormenta permanecieron lejos de la costa, el Informe de Ciclones Tropicales emitido por el Centro Nacional de Huracanes mencionó la probabilidad de que Elida causara olas y oleaje en la costa mexicana, pero no hubo informes de daños o víctimas vinculados a Elida. recibido y no se necesitaron avisos de tierras para el huracán. El único informe en cualquier lugar cerca de la tormenta provino del vehículo portador de vehículos "New Century 1" (indicativo de llamada "H9LA"), que estaba a 230 millas (370 km) del centro del huracán. El barco reportó vientos de 40 mph (64 km/h) y una presión de 1008.5.
Si bien los errores de seguimiento asociados con la predicción del huracán fueron más bajos que los errores en el período comprendido entre 1992 y 2001, la intensidad de Elida resultó ser difícil de predecir, lo que generó grandes errores en las predicciones del Centro Nacional de Huracanes. Los errores en el período de pronóstico, excepto para el período de 72 horas, fueron peores que el promedio a largo plazo. Los grandes errores en los pronósticos de intensidad se atribuyeron a la rápida intensificación del huracán a 160 mph (260 km/h) de vientos y al debilitamiento inestable después de alcanzar la intensidad máxima.
Cuando el sensor MERIS a bordo del satélite Envisat de la Agencia Espacial Europea observó y registró el huracán Elida con la intensidad máxima, fue la primera vez que el sensor observó un huracán. El sensor se diseñó originalmente principalmente para registrar la biología oceánica y la calidad del agua, así como la vegetación terrestre, las nubes y el vapor de agua.